# Mont Nagamine
Le mont Nagamine (長峰山, Nagamine-san) (littéralement « montagne à la longue crête ») est une montagne culminant à 688 m d'altitude dans l'arrondissement Nada-ku de Kobe dans la préfecture de Hyōgo au Japon. Ce mont est l'un des plus élevés des monts Rokkō.
Le mont Nagamine se trouve sur une crête secondaire des monts Rokkō s'étendant vers le sud en direction de la région métropolitaine d'Osaka-Kobe. Elle offre ainsi un panorama depuis le sommet où se trouve un rocher appelé « Tenguzuka ». Cette montagne appartient au parc national de Setonaikai.